# Avoca HC
Avoca HC (Iers: Cumann Haca Abhóca) is een Ierse hockeyclub uit Blackrock, County Dublin.
De club werd opgericht in 1891 als Avoca School en hockey werd er voor het eerst gespeeld in 1895. In 1929 werd de naam veranderd in Avoca Hockey Club. Het plaatsje Blackrock waar de club is gevestigd is een voorstad van de Ierse hoofdstad Dublin.